# Sidonia Elisabetta di Salm-Reifferscheidt
Sidonia Elisabetta di Salm-Reifferscheidt (nome competo in tedesco Sidonie Elisabeth Anna; Colonia, 6 settembre 1623 – Vienna, 23 settembre 1686) è stata una nobildonna tedesca.
Fu la madre del principe sovrano Antonio Floriano del Liechtenstein.

## Biografia
La contessa Sidonia Elisabetta nacque nel 1623, la quinta dei sette figli di Ernst Friedrich (1583-1639) e di Maria Ursula zu Leiningen-Dagsburg-Falkenburg (1584-1638).
Nel 1628 divenne una canonichessa dell'abbazia di Thorn. L'anno seguente si spostò al monastero di Sant'Orsola a Colonia, sua città di nascita, e nel 1633 all'abbazia di Essen.
A Colonia sposò il 27 ottobre 1640 Hartmann III del Liechtenstein, con cui ebbe una ventina di figli di cui soltanto nove raggiunsero la maturità.
Morì a Vienna nel 1686, all'età di 63 anni, e venne tumulata nella chiesa parrocchiale di San Nicola a Wilfersdorf.

## Discendenza
Sidonia Elisabetta di Salm-Reifferscheidt e Hartmann III del Liechtenstein ebbero quindici figli e otto figlie:
- Principe Massimiliano (1641-1709);
- Principessa Maria Elisabetta (6 agosto 1642 - 9 luglio 1663);
- Principessa Teresa Maria (10 agosto 1643 - 26 ottobre 1712);
- Principessa Giovanna (19 luglio 1644 - 19 maggio 1645);
- Principessa Sidonia Agnese (2 agosto 1645 - Vienna, 20 marzo 1721);
- Principe Francesco Carlo (23 ottobre 1646 - 14 dicembre 1646);
- Principe Domenico (23 ottobre 1646 - 14 agosto 1647);
- Principessa Caterina (23 maggio 1648 - 13 luglio 1648);
- Principessa Anna Maria (13 gennaio 1650 - Praga, 4 maggio 1704);
- Principe Ernesto Ludovico (16 ottobre 1650 - ottobre 1650);
- Principe Francesco Ludovico (15 marzo 1652 - 1652);
- Principessa Maria Francesca (28 ottobre 1653 - 1653);
- Principe Carlo Giuseppe (1654);
- Principe Antonio Floriano (1656-1721);
- Principe Giovanni Ernesto (18 luglio 1657 - deceduto in giovane età);
- Un figlio nato morto (1658);
- Principessa Maria Massimiliana (14 agosto 1659 - 17 giugno 1686);
- Principe Ignazio Gundacaro (nato e morto il 15 agosto 1660);
- Principe Francesco Enrico (13 ottobre 1661 - 31 gennaio 1663);
- Principe Leopoldo (23 ottobre 1663 - ottobre 1663):
- Principe Filippo Erasmo (1664-1704);
- Un figlio nato morto (19 ottobre 1665);
- Principe Hartmann (1666-1728).